# Wienerfilharmonikernas nyårskonsert 1959
Wienerfilharmonikernas nyårskonsert 1959 räknas som den 19:e nyårskonserten från Wien och ägde rum den 1 januari 1959 i Wiens Musikverein. Den dirigerades för femte gången av Willi Boskovsky. Det var den första nyårskonserten vars 2:a del sändes på TV, och redan från början som en Eurovision-sändning.

## Historia
Strikt räknat var det Wienerfilharmonikernas 14:e nyårskonsert, eftersom det inte var förrän 1946 som Josef Krips introducerade denna titel, som behölls 1947 och därefter. Dessutom var det den 20:e Årsskifteskonserten, för vid årsskiftet 1939/40 gavs det en Außerordentliches Konzert (extraordinär konsert) av Wienerfilharmonikerna, som dock ägde rum på nyårsafton 1939. Från 1941 dirigerades den av Clemens Krauss, med undantag för åren 1946 och 1947 då Krauss förbjöds att dirigera på grund av sin närhet till nazistregimen och ersattes av Josef Krips.
Efter Clemens Krauss död 1954 valdes Willi Boskovsky enhälligt av orkestermedlemmarna till positionen som permanent dirigent för Nyårskonserten, som han dirigerade för första gången 1955 (och fram till 1979). Willi Boskovsky är ihågkommen för att han dirigerade om inte hela, så åtminstone stora delar av konserten (mestadels valserna), med violinstråken och fiolen vilande på höften och upprepade gånger med sitt fiolspel förmådde orkestern att anamma hans speciella spelstil
förde den till hakan för att överföra sin egen violinrelaterade fart till orkestern.
För första gången sändes den andra delen av nyårskonserten på TV. Det var ett Eurovision-program producerat av österrikiska ORF. Hermann Lanske stod för regin och skulle så göra de följande 21 nyårskonserterna. Förutom i Österrike sändes programmet i Belgien, Västtyskland, Danmark, Frankrike, Storbritannien, Italien, Nederländerna, Sverige och Schweiz. För detta ändamål var konserten redan omstrukturerad sedan Wienerfilharmonikernas nyårskonsert 1958: Viktigt var att den andra delen, dvs. TV-sändningen, inte varade längre än 75 minuter för att passa andra länders efterföljande programsändningar exakt. Denna tidsgräns på 75 minuter (12.15-13.30) säkrades för premiärsändningen genom musikverk som uteslutande framförts vid tidigare nyårskonserter.

## Program
Programmet innehöll endast verk som redan hade varit en del av Wienerfilharmonikernas tidigare nyårskonserter.

### 1:a delen
- Johann Strauss den yngre: Morgenblätter, vals, op. 279
- Josef Strauss: Moulinet-Polka, Polka française, op. 57
- Johann Strauss den yngre: Banditen-Galopp, op. 378
- Josef Strauss: Sphärenklänge, vals, op. 235
- Josef Strauss: Die Libelle, Polka mazur, op. 204

### 2:a delen
- Johann Strauss den yngre: Ouvertyr till operetten Die Fledermaus
- Josef Strauss: Mein Lebenslauf ist Lieb’ und Lust, vals, op. 263
- Johann Strauss den yngre: Annen-Polka, op. 117
- Josef Strauss: Jokey-Polka, Polka schnell, op. 278
- Johann Strauss den yngre: Geschichten aus dem Wienerwald, vals, op. 325
- Johann Strauss den yngre och Josef Strauss: Pizzicato-Polka
- Johann Strauss den yngre: Vergnügungszug, Polka schnell, op. 281

### Extranummer
- Johann Strauss den yngre: Éljen a Magyár, Polka schnell, op. 332
- Johann Strauss den yngre: An der schönen blauen Donau, vals, op. 314
- Johann Strauss den äldre: Radetzkymarsch, op. 228

Verkförteckningen och verkens ordning finns på Wienerfilharmonikernas webbplats.

## Weblänkar
- Viennese Symphonic Orchestra, New Year's Day, 1959. Replayed on NHK, Japan, January 1st, 2014 – privater Mitschnitt aus dem Studio des japanischen Fernsehens NHK zur Vorbereitung einer Jubiläumssendung der ersten Fernsehübertragung des Neujahrskonzerts nach 55 Jahren mit Ausschnitten aus Pizzicato-Polka (1959) und Unter Donner und Blitz (1961); das Viennese Symphonic Orchestra sind die Wiener Philharmoniker